# Полстраны сидело, а полстраны охраняло
Полстраны сидело, а полстраны охраняло (также «полстраны сидело, полстраны сажало» и многие другие вариации) — миф, афоризм и крылатая фраза, обозначающая масштабный характер репрессивной системы в СССР.

## Возникновение и эволюция фразы
Миф сформировался на основе произведений А. И. Солженицына, который признавал ГУЛАГ ключевым фактором развития СССР и гиперболизировал масштаб репрессий.
Ряд источников приписывают авторство этой фразы Анне Андреевне Ахматовой, эту точку зрения поддерживают литературный критик Олег Демидов, писатель Талгат Ибатуллин, доцент Николай Кликунов, писательница Светлана Алексиевич и журнал «Эхо планеты».
Согласно мемуарам Лидии Чуковской «Записки об Анне Ахматовой», 4 марта 1956 года Лидия Чуковская посетила Анну Ахматову, которая заявила следующее: «Того, что пережили мы, — да, да, мы все, потому что застенок грозил каждому! — не запечатлела ни одна литература. Шекспировские драмы — все эти эффектные злодейства, страсти, дуэли — мелочь, детские игры по сравнению с жизнью каждого из нас. О том, что пережили казнённые или лагерники, я говорить не смею. Это не называемо словом. Но и каждая наша благополучная жизнь — шекспировская драма в тысячекратном размере. Немые разлуки, немые чёрные кровавые вести в каждой семье. Невидимый траур на матерях и жёнах. Теперь арестанты вернутся, и две России глянут друг другу в глаза: та, что сажала, и та, которую посадили. Началась новая эпоха. Мы с вами до неё дожили». Возможно, Анна Ахматова не имела ввиду, что люди в СССР делились лишь на две противоположные категории, а просто имела в виду конкретных людей — участников репрессий и тех, кто от них пострадал. Однако в дальнейшем слова Анны Ахматовой были искажены. В частности, в книге «Чернобыльская молитва» 1997 года Светлана Алексиевич написала, что: «Как писала Ахматова, "полстраны сажало, полстраны сидело"».
В 1973 году советский поэт Роберт Рождественский написал стихотворение «Маменькины туфельки, бабушкины пряники. Полстраны — преступники. Полстраны — охранники… Лейтенант в окно глядит — пьёт, не остановится. Полстраны уже сидит. Полстраны — готовится». Позже, в 1991 году Иосиф Кобзон исполнил песню на эти слова в Колонном зале Дома союзов на творческом вечере Оскара Фельцмана.
Другой вариант фразы появился у сатирика Михаила Жванецкого в монологе «Там хорошо, где нас нет»: «...Это же, оказывается, только у нас. Половина в тюрьме. Половина в армии. Отсюда и песни. Оттуда и публика. Сплошь бывший зэк или запас. Крикни на любом базаре: "Встать! Смирно! Руки за голову!"- посмотри, что будет. Половина сидит, половина охраняет, потом меняются. А те, что на свободе, - те условно, очень условно...».
В 1990-2000-е годы в России получила распространение вариация «полстраны сидит, полстраны их стережет», отражавшая тенденции криминализации правоохранительной системы того периода.

## Вопрос о реальности масштаба репрессий
Впоследствии исторические исследования показали, что реальные масштабы репрессий были существенно меньше, чем утверждал Солженицын. Историк В. Н. Земсков на основе изучения архивных документов установил, что общее число осужденных за политические и уголовные преступления в СССР в 1921-1953 годах составило 4 060 306 человек, из которых 799 455 были приговорены к высшей мере наказания. Максимальное количество заключенных в ГУЛАГе по состоянию на 1950 год достигало 2 760 095 человек, а в среднем находилось там от 1,5 до 2,5 миллионов человек.
Ряд западных историков, в частности А. Гетти, С. Виткрофт, Р. Дэвис, Г. Риттершпорн в своих трудах также пришли к выводу, что реальное число жертв сталинских репрессий было существенно ниже оценок Солженицына. Например, Р. Терстон в монографии «Жизнь и террор в сталинской России. 1934-1941» утверждал, что террор не носил тотального характера, а большинство населения скорее поддерживало советскую власть.

### Мнения
По мнению исторического видеоблогера Клима Жукова фраза является не более чем «банальным враньем», отметив, что «массовые репрессии, разумеется, были трагедией для страны», но их масштаб преувеличен. Кандидат философских наук Михаил Козлов заявил, что статистика численности заключенных в ГУЛАГе разрушает этот миф, но она «оказалась неудобной для тогдашней пропаганды. И остается неудобной для нынешней. Опровергнуть правду научного факта нельзя. Поэтому правду попросту замалчивают, забалтывают лживыми россказнями о "чудовищных репрессиях"».
Ирина Щербакова заявила, что «формула "полстраны сидело", по сути, правильная» и отметила, что большое количество населения так или иначе испытало на себе принудительный труд.

## В культуре
Фраза стала крылатой и использовалась для обозначения масштаба репрессивной системы СССР. Её активно использовали в своих высказываниях и публикациях общественные деятели, писатели, журналисты, в частности, председатель Красноярского историко-просветительского и правозащитного общества «Мемориал» Алексей Бабий, эксперт фонда «В защиту прав заключённых» Пётр Курьянов, писатель Александр Генис, основательница интернет-издания The Bell Елизавета Осетинская, продюсер Марк Рудинштейн.
Также фраза использовалась и в других случаях. Например, рок-музыкант Юрий Шевчук использовал одну из вариаций фраз для описания политической ситуации в России в 2004 году: «Еще не выросли политики, за которых я мог бы агитировать. Одни хотят денег, другие - власти. И у всех с психикой не в порядке. Половина из них сидела, другая - судила.».
По мнению исследовательницы Веры Шелест и журналистки Ольги Шервуд идея фразы была реализована в сценарии фильма «Комедия строгого режима», основанном на книге Сергея Довлатова «Зона. Записки надзирателя»: лагерь для заключенных предстает точной копией советского государства, со всеми его атрибутами — спортом, культурой, идеологией. Авторы обыгрывают сходство между охранниками и уголовниками: обе группы ведут себя как лояльные граждане, соблюдая одинаковый распорядок и ритуалы.
В период пандемии COVID-19 и введения режима самоизоляции изменённая фраза «Полстраны дома сидит, а вторая половина их охраняет» использовалась в российских анекдотах и юмористических текстах, выражая тем самым недовольство российского населения ограничительными мерами.